# Château impérial de Poznań
Le château impérial de Poznań (en polonais : Zamek Cesarski w Poznaniu, populairement appelé Zamek ; en allemand : Residenzschloss Posen) est un château qui se situe à Poznań en Pologne. Il a été construit de 1905 à 1913, à l'époque de la domination allemande sur la Grande-Pologne (Posnanie), par ordre de l'empereur Guillaume II. Le bâtiment est réalisé dans le style néo-roman sur la base des plans de l'architecte Franz Schwechten, certainement avec une contribution importante de l'empereur lui-même.
Depuis son achèvement, le bâtiment a abrité les bureaux du gouvernement de l'Allemagne en 1918 et pendant l'occupation de la Pologne de 1939 à 1945. Il accueille aujourd'hui un centre culturel.

## Histoire
Situé en terre de l'Empire allemand au moment de sa construction, le château fut la dernière résidence construite pour le roi de Prusse, également grand-duc de Posen depuis le congrès de Vienne en 1815. Il fut donc appelé « château de la Résidence royale » (Königliches Residenzschloss) ; par contre, le nom polonais Zamek Cesarski renforce le lien avec l'empereur allemand. Auparavant, Guillaume II avait déjà institué plusieurs projets de construction, avant tout pour des motifs d'ordre politique, tels que la reconstruction du château du Haut-Koenigsbourg alsacien et de la forteresse teutonique de Marienbourg, ainsi que l'établissement de l'Académie navale de Mürwik près de la frontière danoise.

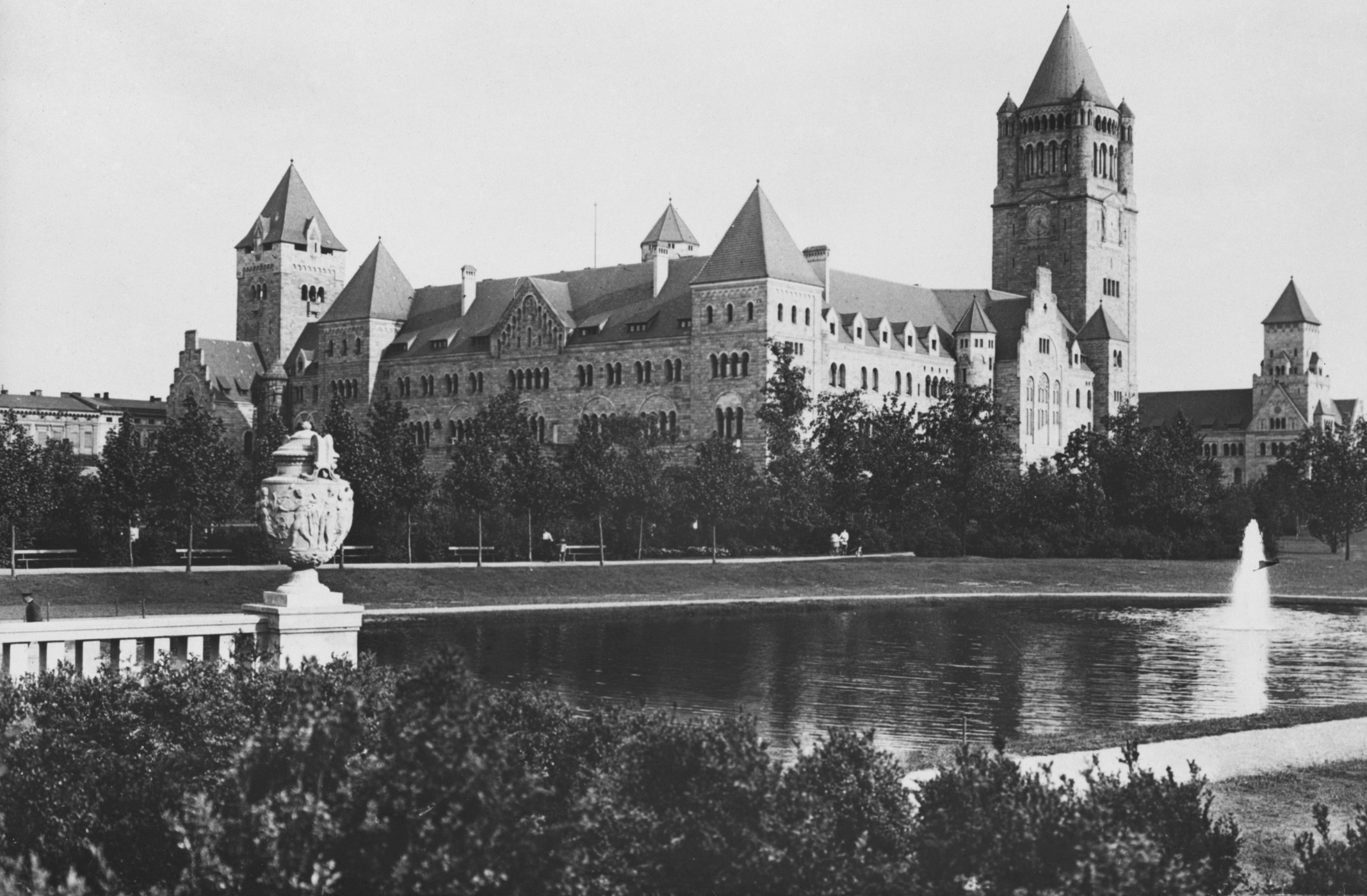
Le château de Poznań avant la Seconde Guerre mondiale.

Après la démolition d'une partie des anciens murs de la ville, Josef Stübben, architecte et urbaniste, avait développé des idées ambitieuses pour un « forum impérial » à Posen, un nouveau centre-ville qui devait souligner la suprématie allemande. Cette conception comprenait également un opéra, des bâtiments d'académie, un bureau de poste et des immeubles administratifs, ainsi qu'une église protestante et un monument Bismarck conçu par Gustav Eberlein. Les travaux du château ont commencé en 1905 (les plans étaient prêts en 1904) et ont duré cinq ans. En 1906, l'officier Bogdan von Hutten-Czapski est nommé au titre honorifique de « capitaine du château » (Schlosshauptmann). Le 21 août 1910, lors d'une visite de l'empereur à Poznań (appelée Posener Kaisertag), l'architecte lui a donné les clés de la nouvelle résidence. L'achèvement de tout le travail a été célébré le 27 août 1913. Le coût total de la construction était de cinq millions de marks.
L'architecture de l'édifice et sa structure ont été inspirées par des palais médiévaux, complet avec une salle du trône, soulignant une continuité prétendue de l'Empire allemand avec l'époque du Saint-Empire romain germanique. Les quartiers privés de la famille impériale comprennent une chapelle conçue en style byzantin d'après le modèle de la chapelle palatine de Palerme. Lorsque l'empereur se dirigeait vers ses chambres à coucher, il passait devant les statues du margrave Gero, d'Otton le Grand et de Frédéric Barberousse, qui n'ont cependant jamais régné sur Poznań. À la suite de la Première Guerre mondiale, l'essentiel de la Posnanie fut d'ailleurs intégré à la Pologne reconstituée, prévue par les termes du traité de Versailles. Le château fut l'une des résidences du président de la Deuxième République ; une partie des pièces était utilisée par l'université de Poznań.

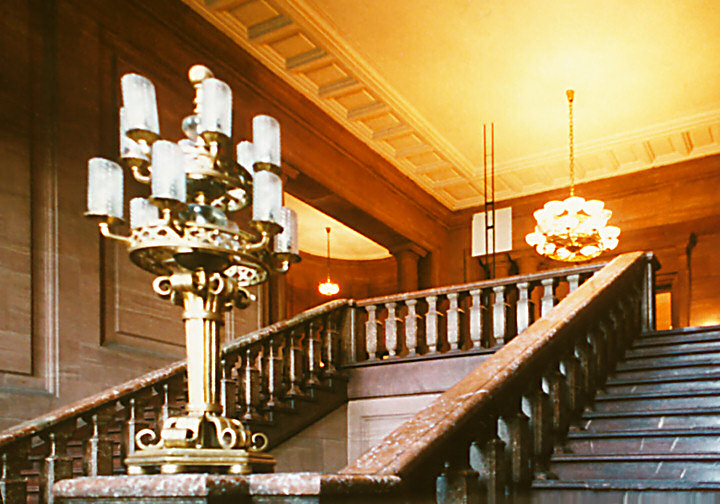
Cage d'escalier.

Par la campagne de Pologne, les forces nazies annexèrent la voïvodie de Poznań et constituèrent, en gros sur les frontières de l'ancienne Posnanie, le Reichsgau Wartheland avec Posen pour chef-lieu. Après l'incorporation, les autorités ont décidé de transformer l'ancien château royal en résidence d'Adolf Hitler. Il a également été utilisé par le gouverneur du Wartheland, Arthur Greiser. Selon cette décision, Albert Speer a préparé le projet de la reconstruction, qui a complètement changé les salles du château. La plupart des chambres ont été modifiées dans le style du Troisième Reich. La chapelle a été transformée en cabinet privé de Hitler, avec un balcon avec une caractéristique électrique au sol chauffé. Le cabinet était une copie des chambres de Hitler dans le Führerbau à Munich et dans la chancellerie du Reich ; les détails architecturaux de cette chambre ont survécu à la Seconde Guerre mondiale et au siège de Posen ; il est souvent utilisé dans les films. La salle du trône a également été transformée en une salle d'audience. Sous le château, un bunker pour 375 personnes a été construit. La reconstruction a été arrêtée en 1943 en raison de la négativité des Allemands concernant le revers sur le front de l'Est.

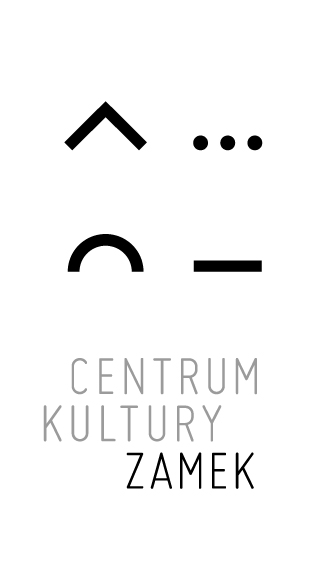
Centre culturel Zamek

Au cours de la lutte en 1945, le château était un camp temporaire pour les prisonniers de guerre allemands, et a ensuite été utilisé comme caserne par l'Armée populaire de Pologne. Pendant cette période, le gouvernement communiste considère la démolition du château comme un symbole de l'occupation et de la bourgeoisie de style allemand. En raison d'un manque de fonds, seulement quelques-uns des symboles allemands ont été enlevés et la partie supérieure de la tour a été endommagée.